# Памятник А. Д. Ланскому
Па́мятник Алекса́ндру Дми́триевичу Ланско́му («Пьедеста́л мра́морный в честь доброде́тели и заслу́г») — монумент в Екатерининском парке Царского Села, посвящённый памяти фаворита Екатерины II А. Д. Ланского. Был сооружён, предположительно, по проекту итальянского архитектора А. Ринальди в 1773 году как абстрактная архитектурная аллегория «добродетелей и заслуг», не связанная с конкретным человеком или событием. Стал памятником А. Д. Ланскому после его смерти в 1784 году.
Сооружение представляет собой увенчанный фигурной вазой мраморный пьедестал с барельефами и бронзовой доской, содержащей посвятительную надпись. Монумент относится к группе мемориалов, воздвигнутых в Екатерининском парке в 1770—1780-х годах по проектам А. Ринальди. Он является объектом культурного наследия России федерального значения в категории памятников градостроительства и архитектуры.

## История
Из архивных документов известно, что в феврале 1773 года в Царское Село были доставлены элементы для памятника — ступени, нижний цоколь, пьедестал, три барельефа и медная доска, ваза и её завершение в виде языка пламени. Установленный в том же году монумент в источниках 1770-х годов был известен как «Пьедестал мраморный» или, в более расширенном варианте, как «Пьедестал мраморный в честь добродетели и заслуг». Также встречается наименование «Пьедестал с вазой».
Это было аллегорическое сооружение, созданное для прославления абстрактных «добродетелей и заслуг», без посвящения какому-либо конкретному лицу или событию. Во всяком случае, исследователям памятника не удалось установить, в честь чьей «добродетели» и какой «заслуги» он был воздвигнут. Подобные парковые объекты были в целом характерны для английских пейзажных парков XVIII века и даже рассматривались в качестве типичных архитектурных украшений таких парков в руководствах по садово-парковому искусству.
Известны изображения, описания и иные свидетельства существования монумента в Екатерининском парке в 1770-х годах. В частности, он присутствует на нескольких планах Царского Села начала десятилетия, в том числе на генеральном плане, гравированном мастером И. Кувакиным. В альбоме царскосельских строений архитектора В. И. Неелова 1776 года имеется изображение памятника, включая рисунки трёх барельефов; согласно ему, памятная доска на пьедестале содержит лишь текст надписи и ничего более. Памятник также представлен в альбоме с видами императорской резиденции 1779 года.

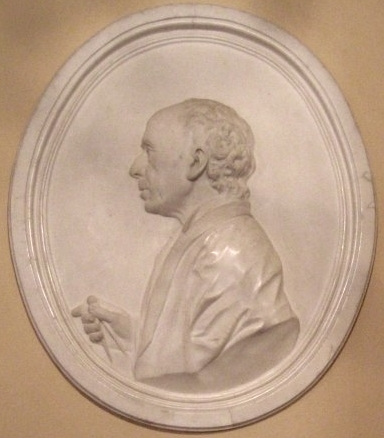
А. Ринальди. Барельеф Ф. И. Шубина в Проходной Ринальди Большого Гатчинского дворца

Автором «Пьедестала» считается итальянский архитектор Антонио Ринальди. По мнению советского исследователя его творчества Д. А. Кючарианц, в пользу авторства Ринальди говорят пропорции сооружения, особенности профилировки пьедестала, характер рельефов по сторонам монумента, контуры вазы, цветовая гамма использованного мрамора (серо-бело-розовые оттенки). В манере Ринальди выполнен и высокий цоколь из тёмно-серого мрамора.
В 1770-х — начале 1780-х годов в Екатерининском парке появилась целая группа мемориальных сооружений, возведённых по проектам А. Ринальди (в отношении одних объектов его авторство точно установлено, в отношении других — предполагается, с разной степенью уверенности). Это, прежде всего, воинские мемориалы в честь побед в Русско-турецкой войне 1768—1774 годов — Чесменская и Морейская ростральные колонны, Кагульский обелиск, Крымская колонна, а также Орловские (Гатчинские) ворота, построенные в ознаменование заслуг светлейшего князя Г. Г. Орлова. Особенности исполнения цоколя «Пьедестала мраморного» и его цветовое решение те же, что и в случае Крымской и Морейской колонн и Кагульского обелиска.
25 июня 1784 года, после скоротечной пятидневной болезни, в Царском Селе умер молодой фаворит Екатерины II генерал-поручик и генерал-адъютант Александр Дмитриевич Ланской. «Скорбь императрицы была велика», пишет Русский биографический словарь. Екатерина уехала из Царского Села и оставшуюся часть лета провела в Петергофе. С. Н. Вильчковский, ссылаясь на письма государыни барону Ф. М. Гримму за 1784 и 1785 годы, пишет, что всё лето она «предавалась горести о постигшей её утрате; графу Фёдору Орлову и Потёмкину едва удалось рассеять» её мрачное настроение. Всю зиму она «тяготилась приёмами и не желала никаких увеселений», поселившись после возвращения в Санкт-Петербург в Малом Эрмитаже. Только через 6 месяцев, по её собственным словам, Екатерина «пришла в себя».

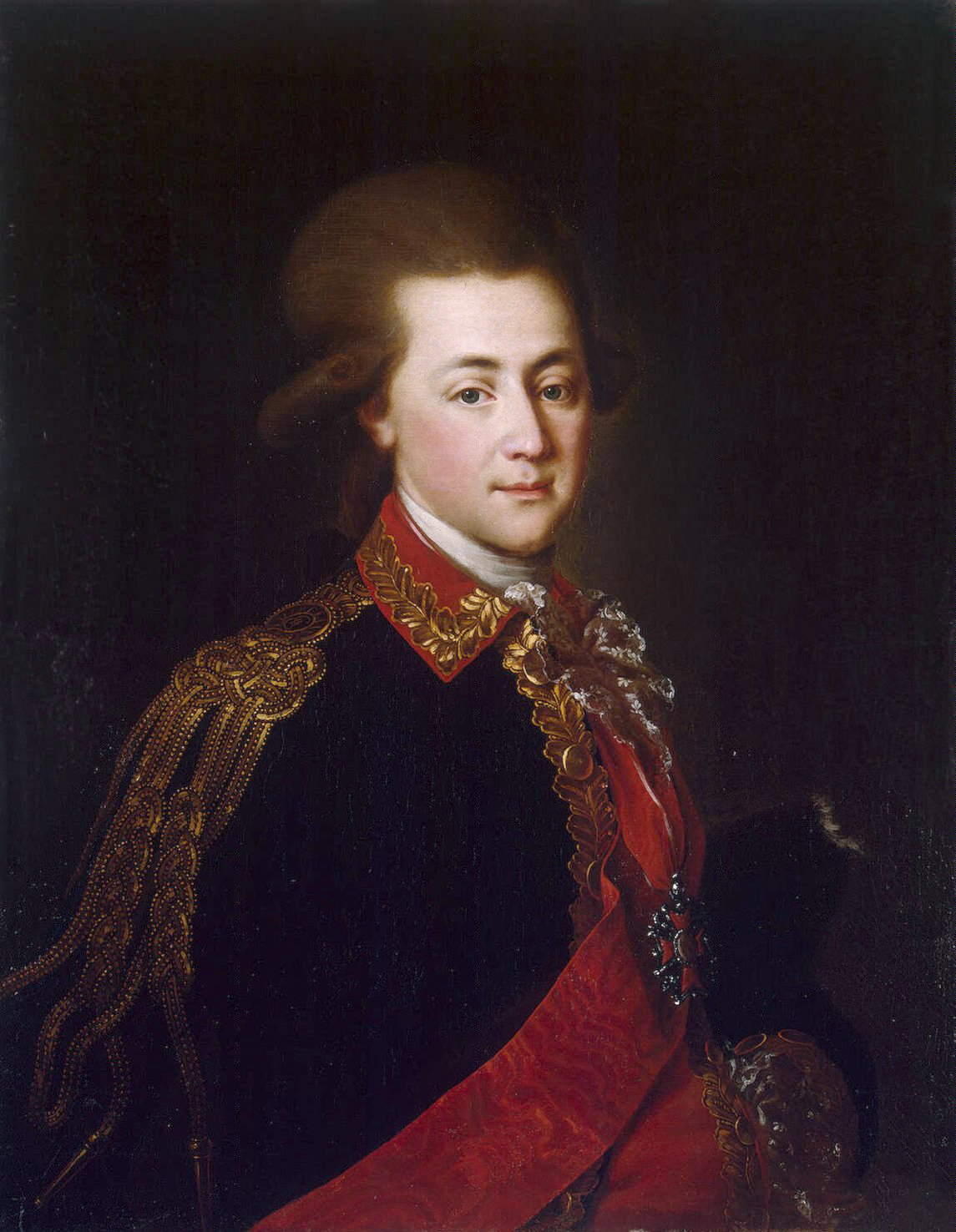
А. Д. Ланской. Неизвестный художник,
1783—1784 годы

В 1784 или 1785 году, вероятно — по повелению Екатерины II, надпись на «Пьедестале мраморном в честь добродетели и заслуг» была дополнена таким образом, что монумент теперь был посвящён памяти А. Д. Ланского. По одним предположениям, доска с текстом исчезла с пьедестала ещё при императоре Павле I. По другим сведениям, посвящение Ланскому было снято с памятника в 1830-х годах либо конкретно в 1830 году, по решению Николая I, так как упоминание екатерининского фаворита, по его мнению, компрометировало правящую династию.
И. Ф. Яковкин, одним из первых занимавшийся историей Царского Села, писал в своей книге 1830 года об этом монументе, что «ни о времени, ни о причине поставки сего памятника ничего не известно». Медная доска с надписью к тому моменту была вынута из предназначавшейся ей ниши; Яковкин, не упоминая Ланского, по памяти воспроизводит текст, прославляющий добродетели и заслуги, который он читал на ней ещё «лет двадцать тому назад». В XIX веке сооружение также иногда именовалось «Пьедесталом пользы и заслуг».
В 1900-х годах в кладовых царскосельской резиденции была обнаружена утерянная бронзовая доска с памятника А. Д. Ланскому. Кроме хвалебной надписи, на ней были помещены рельефный золочёный герб Ланских, а также аверс и реверс мемориальной медали, отчеканенной в честь фаворита императрицы после его смерти. По крайней мере, по состоянию на начало 1910-х годов (согласно данным путеводителя С. Н. Вильчковского) она была вновь установлена на пьедестал.
В годы Великой Отечественной войны памятник пострадал. Была утрачена мемориальная доска, из трёх барельефов сохранился только один — с изображением щита. Впоследствии монумент был полностью восстановлен. По решению Правительства Российской Федерации от 2001 года, он является объектом исторического и культурного наследия федерального значения.

## Описание

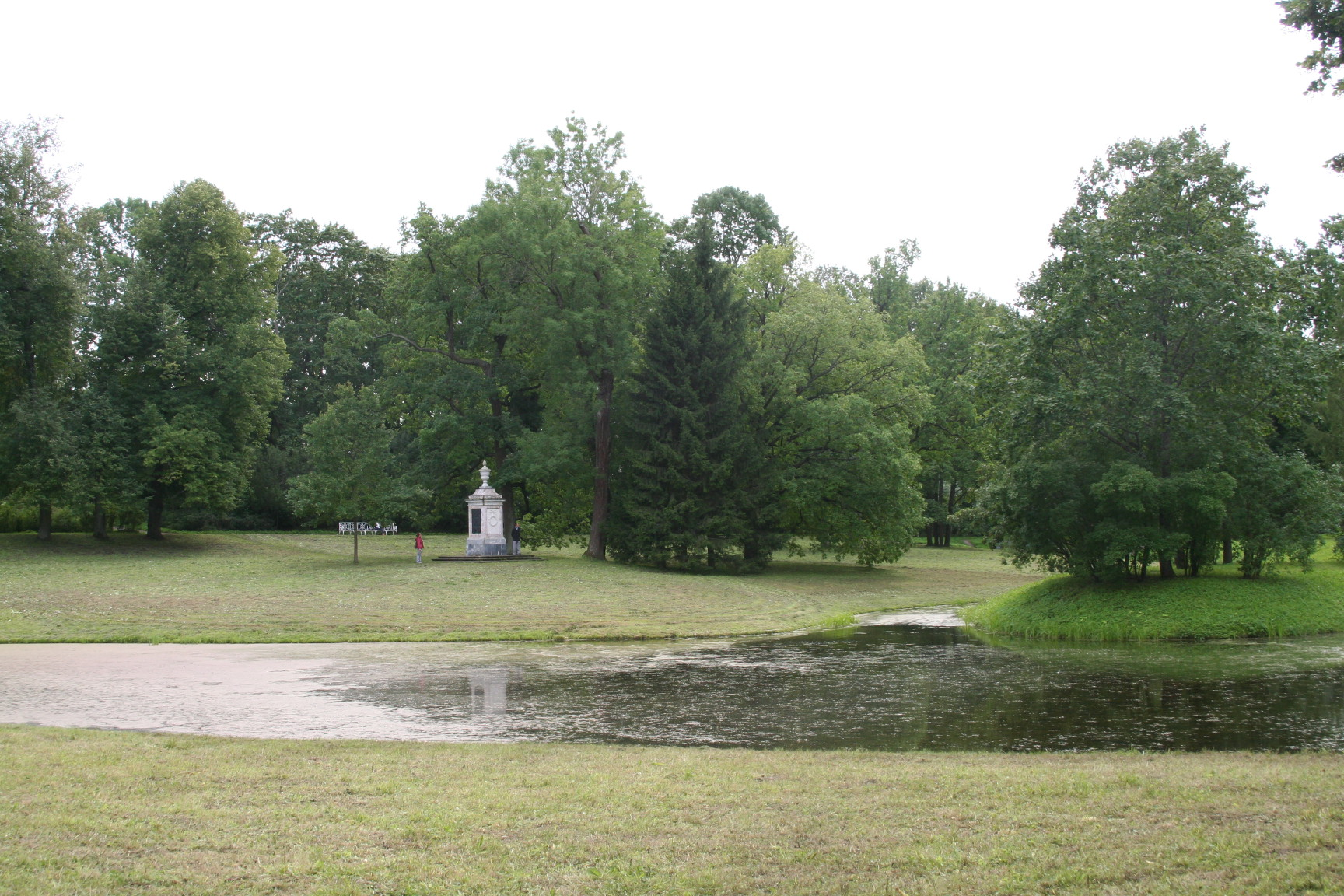
Верхние пруды и памятник Ланскому

Памятник А. Д. Ланскому стоит среди деревьев недалеко от берега Верхних прудов, на краю Большого луга. Во второй половине XVIII века одним из лучших видов пейзажной части Екатерининского парка был вид от Большого Екатерининского дворца на этот луг, посреди которого возвышался Кагульский обелиск, а дальше, несколько в стороне, просматривался небольшой монумент Ланскому. По оценке Д. А. Кючарианц, расположенные на одной оси обелиск и памятник, обогащая ландшафт парка, визуально воспринимаются в паре, что характерно и для других сооружений А. Ринальди в Царском Селе — Чесменской и Морейской колонн. Ныне вид от дворца на луг и пруды закрывают объекты Собственного садика.
За зелёным лугом, спускающимся к водоёму, вырастает остров посреди пруда, на котором находятся Концертный зал и Кухня-руина. Памятник хорошо виден с острова. Ещё одна визуальная ось этой части парка обеспечивается обзором с Гранитной террасы. Монумент Ланскому стоит немного в стороне от этой оси, однако его можно осмотреть с извилистой боковой дорожки, идущей параллельно Рамповой аллее. По словам Кючарианц, это самая романтичная часть Екатерининского парка.
Мемориал поставлен на трёхступенчатый стилобат из серо-розового гранита, квадратный в плане. Ступени профилированы. Высокий цоколь и нижняя часть пьедестала, которая тоже имеет профиль, вытесаны из тёмно-серого мрамора с белыми прожилками. Сам пьедестал — высокий четырёхгранный мраморный столб со стороной в виде прямоугольника. В средней своей части он выполнен из розового с серыми и белыми вкраплениями мрамора. По четырём сторонам оформлены заглублённые филёнки с профилировками. В верхней части пьедестала — выносной профилированный карниз из светло-серого мрамора.

Памятник А. Д. Ланскому: мемориальная доска
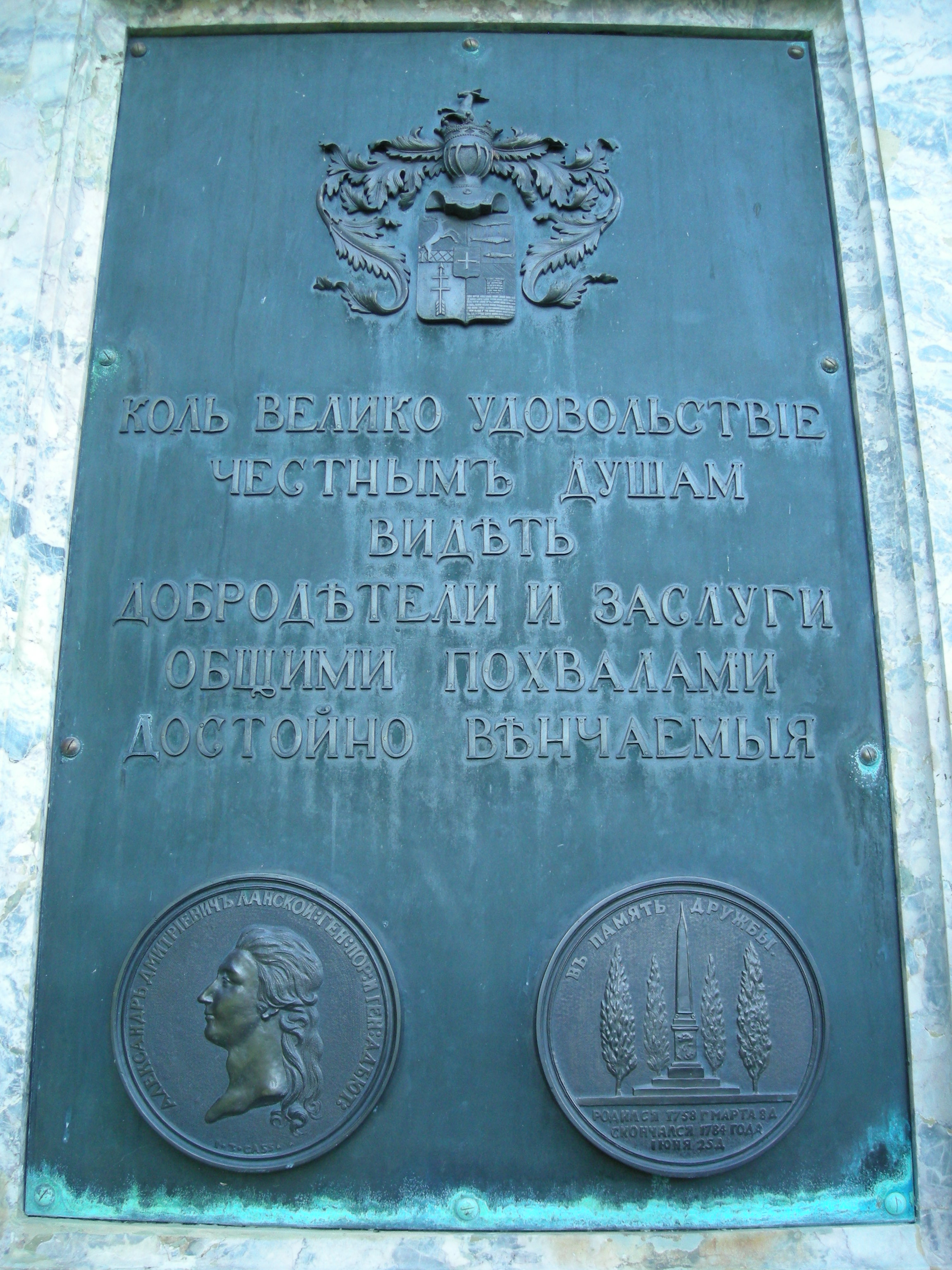
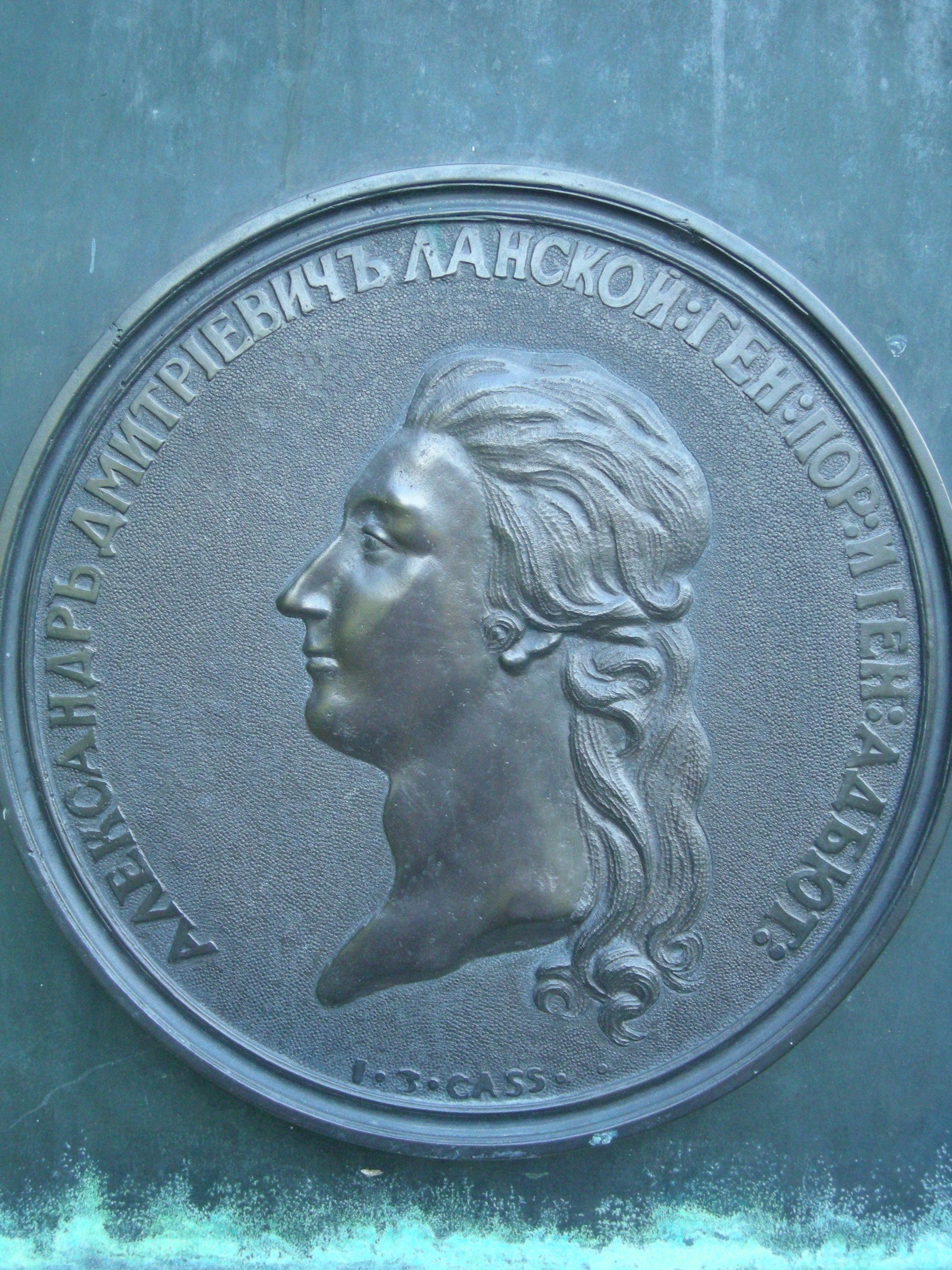
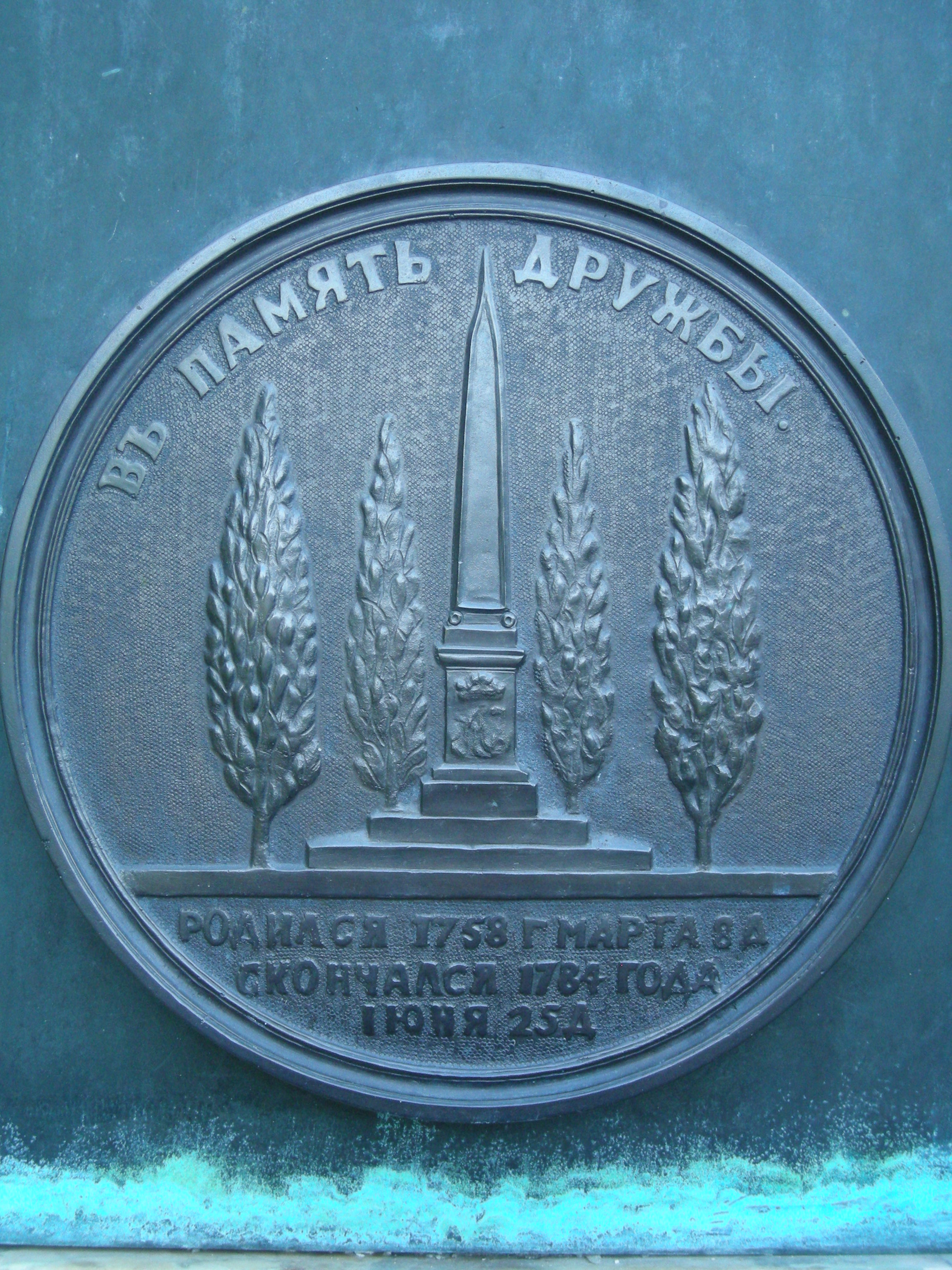

На той грани памятника, которая обращена ко дворцу, в филёнке укреплена бронзовая доска со следующей мемориальной надписью:
«Коль велико удовольствie честнымъ душам видѣть добродѣтели и заслуги общими похвалами достойно вѣнчаемыя».
Выше этой надписи помещён рельеф с гербом А. Д. Ланского. Ниже находятся увеличенные рельефные изображения двух сторон медали, выбитой в память о нём. На одной стороне представлен профиль екатерининского фаворита с надписью: «Александръ Дмитрiевичъ Ланской ген.-пор. и ген.-адъют.», на другой изображён обелиск с четырьмя кипарисами по бокам с текстом: «Въ память дружбы» и «родился 1758 г[ода] марта 8 д[ня] скончался 1784 года iюня 25 д[ня]».

Памятник А. Д. Ланскому: барельефы
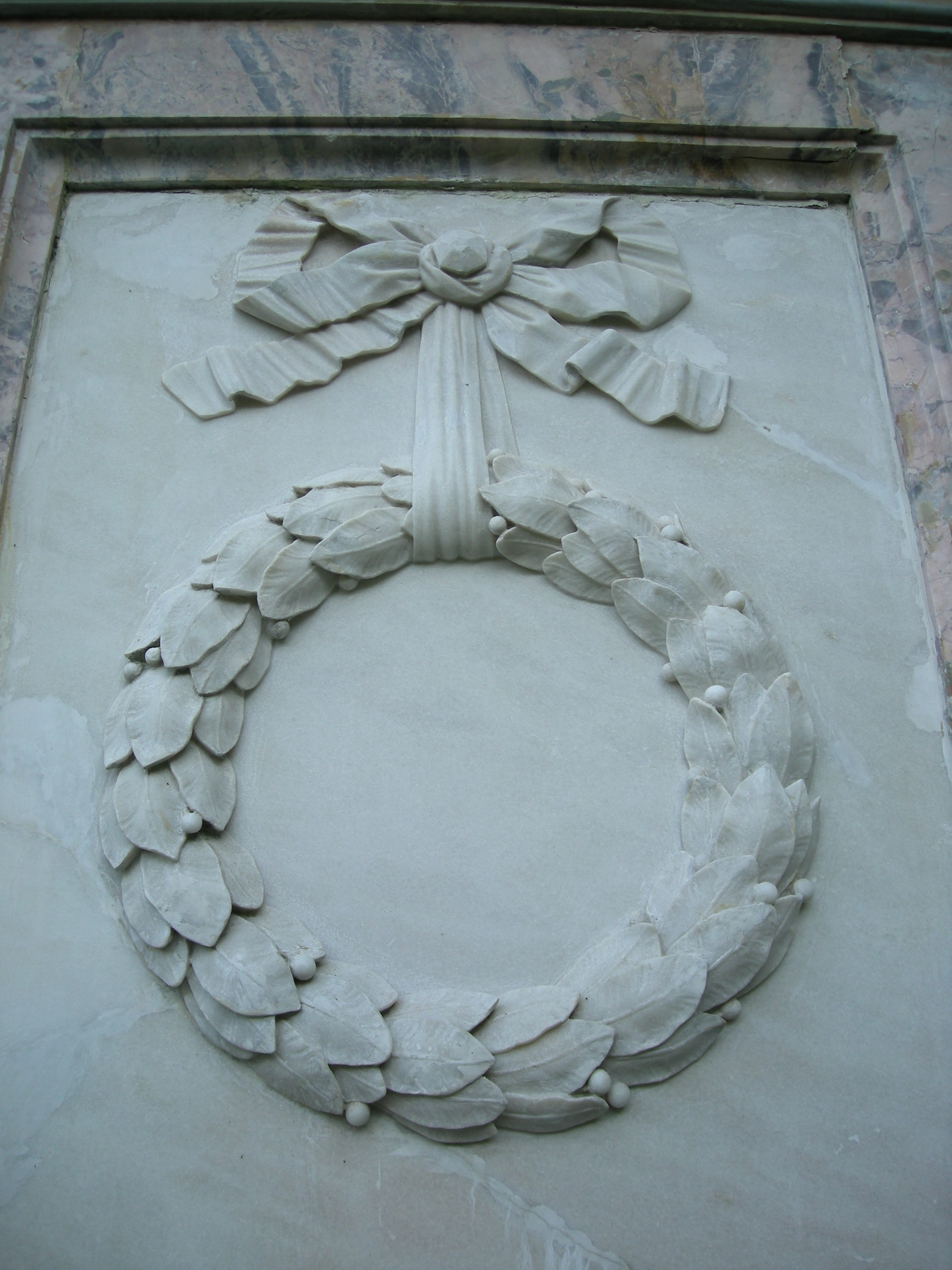
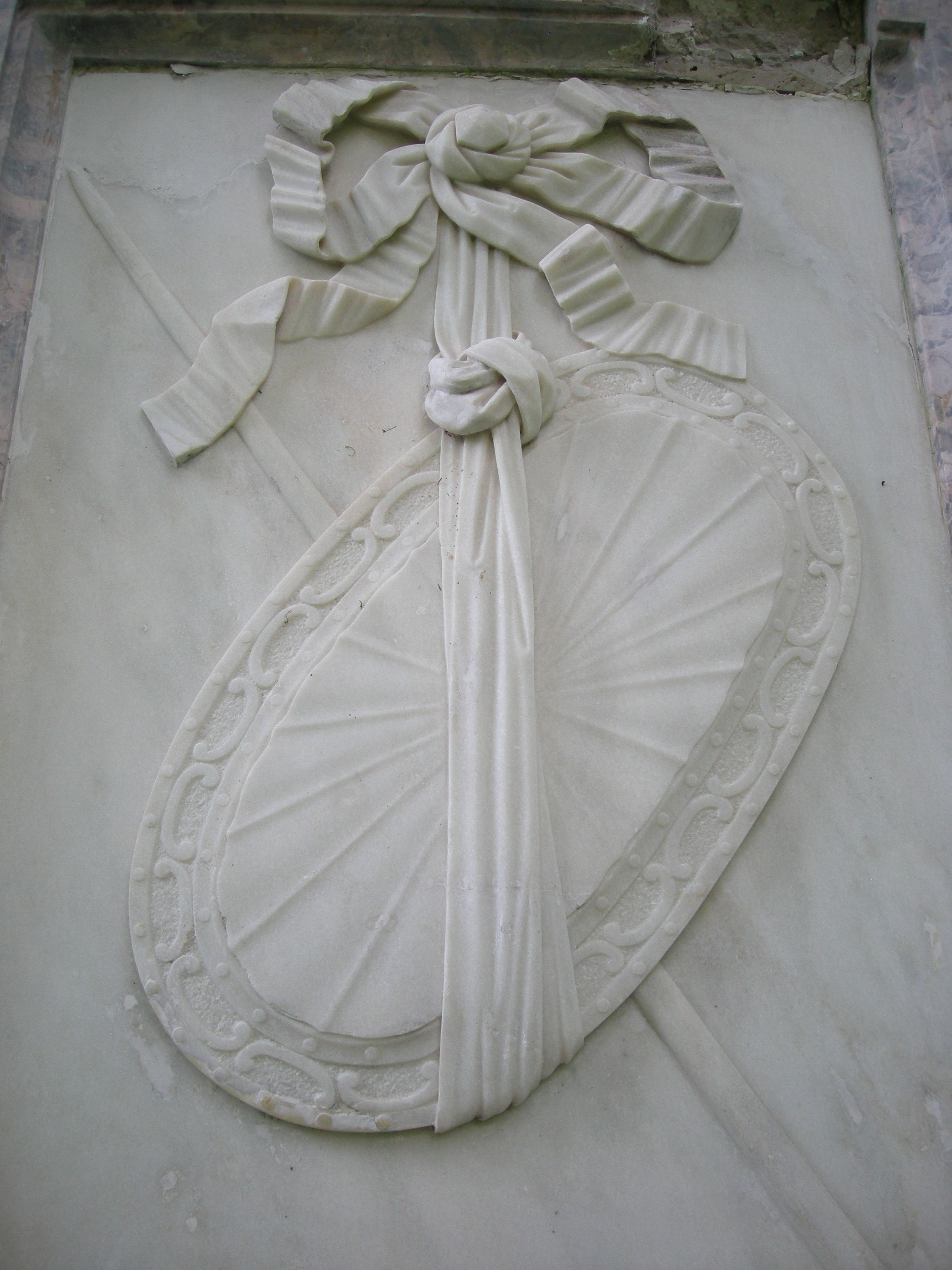
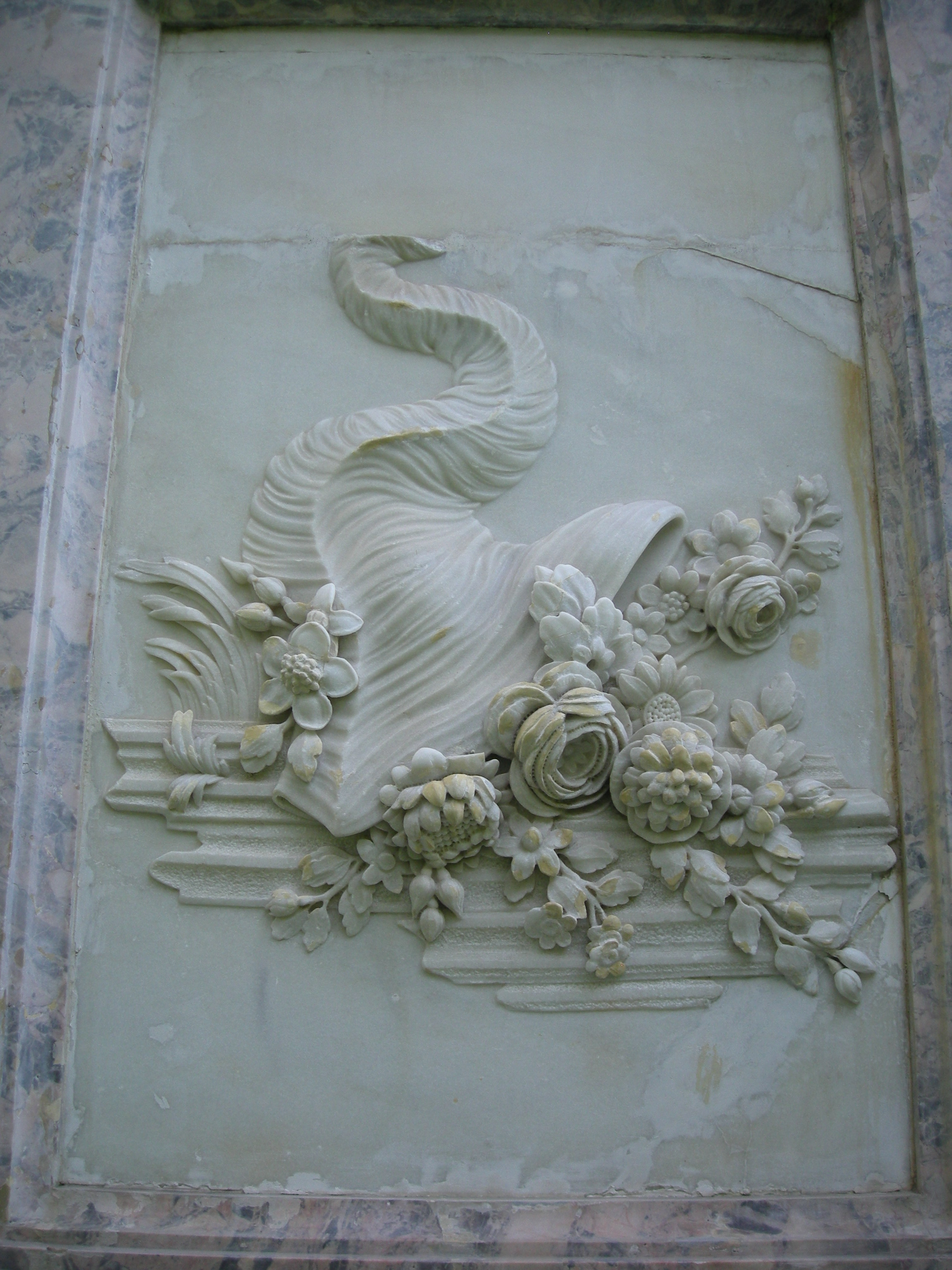

Три другие грани пьедестала украшают беломраморные вставки с барельефами, которые изображают лавровый венок на ленте с бантом, щит с копьём, также подвешенные на ленте с бантом, и рог изобилия с цветами. Согласно сборнику XVIII века «Символы и эмблемата», венок на ленте трактуется как посвящение «законно сражавшемуся, Тебе добро творящему». Подвешенные щит и копьё — это эмблема Марса и Беллоны, знак благоразумия, мира и «защищения».
Венчает мемориал фигурная ваза или урна, тоже из белого мрамора, установленная на плавно суживающемся, устремлённом вверх массивном фигурном постаменте. Ваза имеет элементы профилировки, в средней части её тулова — перехват (сужение). Нижняя половина вазы снабжена ложчатым орнаментом, по её верхнему краю тоже пущен орнаментальный пояс. Навершие выполнено в виде языка пламени. Писатель-очеркист Я. И. Сабуров в Литературных прибавлениях к газете «Русский инвалид» за 1834 год так писал об украшениях памятника Ланскому: «…под мрачной сенью берёз и елей мелькает надгробная урна; и щит и меч висят праздные и миртовый венок завял».